# Évrard II de La Marck-Arenberg
Evrard II de La Marck (Aremberg, 1365 – 1440) è stato un nobile francese signore di Sedan che sposò Marie de Braquemont, sorella di Louis de Braquemont.

## Biografia
Membro di una grande famiglia nobile della Franconia, era il nipote di Engelbert II de La Marck († 1308), conte de La Marck e figlio di Évrard I de La Marck-Arenberg e di Marie de Looz, nipote di Jean I de Looz.
L'8 maggio 1424 acquistò la signoria di Sedan da suo cognato Louis Braquemont interessandosi con molta attenzione allo sperone roccioso che domina il paese. Allontanò i religiosi di Mouzon che risiedevano in un priorato e iniziò a costruire il castello di Sedan ereditato poi dai figli Jean II de La Marck e Robert I.